# Sehun
Oh Se-hun (en hangul, 오세훈; en hanja, 吳世勳; romanización revisada, O Se-hun; McCune-Reischauer, O Sehun; Seúl, 12 de abril de 1994), más conocido como Sehun,  es un rapero, bailarín, modelo, cantautor y actor surcoreano. Es integrante de EXO y del subgrupo EXO-SC. Además de estar en el grupo, también actuó en películas como Dogko Rewind (2018) y participó en dramas como Secret Queen Makers (2018).

## Biografía

### 1994-2015: Primeros años e inicios en su carrera musical
Sehun nació en Jungnang-gu, Seúl, Corea del Sur, el 12 de abril de 1994. Asistió a la Escuela de Artes Escénicas de Seúl y se graduó en 2013.Fue descubierto por un agente de talentos de SM Entertainment cuando tenía doce años, mientras almorzaba con sus amigos en la calle. Al principio, intentó escapar del agente y fue perseguido por un tiempo, pero finalmente se convenció para convertirse en aprendiz de SM en 2008.
El 10 de enero de 2012, Sehun fue presentado oficialmente como el quinto miembro de EXO ante el público. En abril, participó junto a Baekhyun, Chanyeol y Kai en el videoclip de «Twinkle» de Girls' Generation-TTS. El 17 de agosto, tuvo su presentación en Music Bank como el bailarín de BoA durante su interpretación de la canción «Only One». Se convirtió así en el cuarto bailarín en hacerlo después de Yunho, Eunhyuk y Taemin. En julio de 2013, protagonizó el segundo episodio de la comedia Royal Villa, junto con Chanyeol. En agosto de 2014, protagonizó el remake de «Yo!» creado para EXO 90:2014. En marzo de 2015, apareció en el vídeo musical de «Can You Feel It?» de Donghae & Eunhyuk. Al siguiente mes, protagonizó el webdrama EXO Next Door. En mayo, apareció en el videoclip de la canción «Who Are You» de BoA.

### 2016-presente: Actividades en solitario
En febrero de 2016, fue galardonado con el premio Weibo K-Pop Star en la quinta entrega de los Gaon Chart K-Pop Awards, otorgado según los votos de los usuarios de Sina Weibo. Luego, en marzo, se reveló que protagonizaría la película sino-coreana, Catman. En julio, anunció su papel protagónico en el drama My Dear Archimedes, aunque aún no se ha confirmado la fecha de emisión. En 2017, la revista de moda digital I-Magazine, con alcance en el Reino Unido, Corea, China y otros países, reveló a los galardonados del Fashion Face Award. Sehun impresionó al obtener el tercer puesto como el rostro masculino asiático más estéticamente agradable. En septiembre, se confirmó que Sehun participaría en el programa Busted! de Netflix. En 2018, la agencia del cantante reveló que protagonizaría un drama web titulado Dogko Rewind. En mayo del mismo año, se unió al elenco de Secret Queen Makers. El 14 de septiembre, él y Chanyeol lanzaron la canción «We Young» para Station X 0.
En febrero de 2019, apareció como «vendedor de naranjas» en los episodios 7 y 8 del programa Coffee Friends de la cadena televisiva TVN. El 28 de junio, se confirmó que Sehun, junto con Chanyeol, debutaría como integrante de EXO-SC. El 22 de julio, el dúo debutó con el miniálbum What a Life. El 8 de noviembre del mismo año, comenzó la emisión de la segunda temporada de Busted!, con Sehun aún en el reparto principal. El 16 de junio de 2020, se anunció que Sehun debutaría en la pantalla grande con la película Piratas: El último tesoro de la corona, dirigida por Kim Jung-hoon, y que se estrenó el 26 de enero de 2022. El 22 de enero del 2021, se emitió la tercera temporada de Busted!, donde nuevamente Sehun seguía en el reparto.

## Imagen

### Moda
Sehun ha participado en muchos eventos de moda de marcas de alta gama, como Louis Vuitton, Dior y Ermenegildo Zegna. En 2017 y 2018, asistió a los defiles de moda en París de Vuitton. En 2018, Sehun hizo una sesión de fotos con la modelo Sara Grace Wallerstedt patrocinada por Louis Vuitton para la revista Vogue Korea. Sehun apareció en la portada de la edición especial del vigésimo segundo aniversario de Vogue Korea en agosto de 2018, y se convirtió en la segunda celebridad masculina coreana después de que G-Dragon apareciera en la portada de la revista. La portada de Sehun se ha convertido en la edición más vendida de Vogue Korea desde su primera edición en 1996. El 19 de septiembre de 2018, la marca italiana de ropa masculina, Ermenegildo Zegna, anunció que Sehun, junto con el cantante y actor chino William Chan, serían embajadores de la línea de ropa XXX.

### Filantropía
En enero de 2016, la UNICEF y Louis Vuitton se han asociado para la campaña de «Hacer una promesa», Irene de Red Velvet y Sehun como modelos en la portada de febrero de la revista de CeCi. Para esta campaña, el 40 por ciento de las ganancias de las ventas del collar y el brazalete de plata de Louis Vuitton que Sehun e Irene estaban utilizando fue destinado a UNICEF para ayudar a niños en condiciones precarias.
Se reveló, el 13 de febrero de 2020, que Sehun donó 20 millones de wones (aproximadamente 18 mil dólares) a la Escuela Primaria Seoul Mangu, escuela a la que asistió de niño. Se colocó una pancarta en la escuela para celebrar la donación, y se decía que las donaciones se utilizaron como becas para estudiantes ejemplares en una ceremonia de graduación el 10 de febrero. El cantante, también fue acreditado por donar anteriormente al centro de cuidado infantil y juvenil Eden I Vile y por su trabajo como voluntario en la institución de bienestar infantil Sun Duk Home.

## Discografía

### Canciones
| Título                                                                            | Año          | Mejor posición | Mejor posición | Mejor posición | Álbum                              |
| Título                                                                            | Año          | COR            | COR            | US World       | Álbum                              |
| Título                                                                            | Año          | Gaon           | Billboard      | US World       | Álbum                              |
| Como solista                                                                      | Como solista | Como solista   | Como solista   | Como solista   | Como solista                       |
| --------------------------------------------------------------------------------- | ------------ | -------------- | -------------- | -------------- | ---------------------------------- |
| «Beat Maker»                                                                      | 2014         | —              | —              | —              | Exology Chapter 1: The Lost Planet |
| «On Me»                                                                           | 2020         | 188            | —              | —              | 1 Billion Views                    |
| Colaboraciones                                                                    |              |                |                |                |                                    |
| «We Young» (con Chanyeol)                                                         | 2018         | 72             | 71             | 3              | Sin álbum                          |
| «–» indica que el lanzamiento no fue lanzado o no se posicionó en ese territorio. |              |                |                |                |                                    |

### Composiciones
| Canción                               | Año  | Álbum           | Artista  | Letras  | Letras                       | Música  | Música            |
| Canción                               | Año  | Álbum           | Artista  | Crédito | Con                          | Crédito | Con               |
| ------------------------------------- | ---- | --------------- | -------- | ------- | ---------------------------- | ------- | ----------------- |
| «Go»                                  | 2017 | Sin álbum       | Él mismo | Yes     | —                            | No      | —                 |
| «What a Life»                         | 2019 | What a Life     | EXO-SC   | Yes     | Chanyeol                     | No      | —                 |
| «Just Us 2» (희미하게)                | 2019 | What a Life     | EXO-SC   | Yes     | Chanyeol, Gray, Boi B        | No      | —                 |
| «Closer to You» (부르면)              | 2019 | What a Life     | EXO-SC   | Yes     | Chanyeol                     | No      | —                 |
| «Borderline» (선)                     | 2019 | What a Life     | EXO-SC   | Yes     | Chanyeol                     | No      | —                 |
| «Roller Coaster» (롤러코스터)         | 2019 | What a Life     | EXO-SC   | Yes     | Chanyeol                     | Yes     | —                 |
| «Daydreamin» (夢)                     | 2019 | What a Life     | EXO-SC   | Yes     | Chanyeol                     | Yes     | —                 |
| «1 Billion Views» (10억뷰) (ft. Moon) | 2020 | 1 Billion Views | EXO-SC   | Yes     | Gaeko, Boi B, Loey           | No      | —                 |
| «Say It» (ft. Penomeco)               | 2020 | 1 Billion Views | EXO-SC   | Yes     | Gaeko, Thama, Loey, Penomeco | No      | —                 |
| «Rodeo Station» (로데오역)            | 2020 | 1 Billion Views | EXO-SC   | Yes     | Gaeko, Boi B, Loey           | No      | —                 |
| «Telephone» (척) (ft. 10cm)           | 2020 | 1 Billion Views | EXO-SC   | Yes     | Studio 519, Gaeko            | Yes     | Studio 519, Gaeko |
| «Jet Lag» (시차적응)                  | 2020 | 1 Billion Views | EXO-SC   | Yes     | Gaeko, Hangzoo, Loey         | No      | —                 |
| «Fly Away» (날개) (ft. Gaeko)         | 2020 | 1 Billion Views | EXO-SC   | Yes     | Studio 519, Gaeko            | Yes     | Studio 519, Gaeko |
| «On Me»                               | 2020 | 1 Billion Views | EXO-SC   | Yes     | Studio 519, Gaeko            | Yes     | Studio 519, Gaeko |

## Filmografía

### Películas
| Título                                 | Año  | Papel     | Nota(s)           |
| -------------------------------------- | ---- | --------- | ----------------- |
| Catman                                 | 2021 | Liang Qu  | Papel protagónico |
| Piratas: El último tesoro de la corona | 2022 | Han-goong | Papel de soporte  |

### Dramas
| Título                  | Año     | Cadena            | Papel              | Nota(s)                                |
| ----------------------- | ------- | ----------------- | ------------------ | -------------------------------------- |
| Welcome to Royal Villa  | 2014    | JTBC              | Él mismo           | Aparición corta en el segundo episodio |
| EXO Next Door           | 2015    | Naver TV          | Sehun              | Papel ficticio de sí mismo             |
| Dogko Rewind            | 2018    | Kakao Page Oksusu | Kang Hyuk/Kang Hoo | Papel protagónico                      |
| Now, We Are Breaking Up | 2021-22 | SBS               | Hwang Chi-hyung    | Papel secundario                       |
| Dear Archimedes         | TBA     | TBA               | Yan Su             | Papel protagónico                      |

### Programas de televisión
| Título                                         | Año       | Cadena  | Nota(s)                                  |
| ---------------------------------------------- | --------- | ------- | ---------------------------------------- |
| Hello Counselor                                | 2017      | KBS2    | Invitado en el episodio n.º347           |
| Busted!                                        | 2018-2021 | Netflix | Elenco principal                         |
| Coffee Friends                                 | 2019      | tvN     | Invitado como empleado de tiempo parcial |
| House on Wheel: Lending You My House on Wheels | 2021      | tvN     | Invitado                                 |

## Videografía
| Año               | Título            | Artista               |
| Vídeos musicales  | Vídeos musicales  | Vídeos musicales      |
| ----------------- | ----------------- | --------------------- |
| 2012              | «Twinkle»         | Girls' Generation-TTS |
| 2015              | «Chok Chok Dance» | Super Junior D&E      |
| 2015              | «Who Are You»     | BoA                   |
| 2020              | «On Me»           | Sehun                 |
| Otras apariciones |                   |                       |
| 2014              | «Yo!»             | —                     |

## Premios y nominaciones
| Año             | Premio                                              | Categoría                                          | Trabajo nominado | Resultado | Ref.   |
| --------------- | --------------------------------------------------- | -------------------------------------------------- | ---------------- | --------- | ------ |
| 2015            | 5th Gaon Chart K-Pop Awards                         | Estrella Weibo de K-pop                            | Él mismo         | Ganador   | [ 50 ] |
| 2016            | 6th Gaon Chart K-Pop Awards                         | Artista a elección de los fanes - Parte individual | Él mismo         | Ganador   | [ 51 ] |
| 2017            | 5th V Chart Awards                                  | Artista más popular de la noche                    | Él mismo         | Ganador   | [ 52 ] |
| 2017            | Fashion Awards                                      | Ícono de la moda                                   | Él mismo         | Ganador   | [ 53 ] |
| Reconocimientos |                                                     |                                                    |                  |           |        |
| 2017            | TC Candler: The 5th Annual Independent Critics List | World's 100 Most Handsome Faces of 2017            | Él mismo         | 9th       | [ 54 ] |
| 2018            | TC Candler: The 6th Annual Independent Critics List | World's 100 Most Handsome Faces of 2018            | Él mismo         | 15th      | [ 55 ] |
| 2019            | TC Candler: The 7th Annual Independent Critics List | World's 100 Most Handsome Faces of 2019            | Él mismo         | 33rd      | [ 56 ] |